# 沃洛科诺夫卡农村居民点
沃洛科诺夫卡农村居民点（俄语：Волоконовское сельское поселение）是俄罗斯联邦别尔哥罗德州切尔尼扬卡区所属的一个农村居民点。其下辖有3个居民点，行政中心为沃洛科诺夫卡。据2016年统计，该农村居民点的人口为1155人。